# Nesozineus triviale
Nesozineus triviale là một loài bọ cánh cứng trong họ Cerambycidae.